# Höhenkompensator (Fahrzeugtechnik)
Ein Höhenkompensator in der Fahrzeugtechnik ist ein Steuergerät, mit dem die Benzinzufuhr bzw. -einspritzung an den herrschenden Luftdruck angepasst wird. Dies ist ab etwa 2000 Höhenmetern sinnvoll und in manche Land Cruiser eingebaut. Seit 1957 war eine solche Steuerungseinheit für den VW 1200 lieferbar.